# Патрик, Джон (драматург)
Джон Па́трик (англ. John Patrick; 17 мая 1905 — 7 ноября 1995) — американский драматург, сценарист.

## Биография
Джон Патрик Гоггин родился 17 мая 1905 года в Луисвилле, штат Кентукки, США. Вскоре после его рождения родители отказались от него, и своё детство он провёл в приёмных семьях и школах-интернатах. В возрасте 19 лет получил работу в качестве диктора на радио КПО в Сан-Франциско. В 1925 году женился на Милдред Лиджей. В том же году написал более тысячи сценариев для радио-программы «Сесил и Салли», которые транслировались в 1928 и 1933 годах. Единственными героями шоу были актёры Патрик и Хелен Трой. В 1937 году Патрик написал адаптированный для NBC сериал «По стопам Шекспира», с приглашённой звездой Хелен Хейс.
Его первая пьеса «Ад замерзает» (англ. «Hell Frezeers Over») была поставлена на Бродвее в 1935 году режиссёром Джошуа Логаном, что помогло Патрику как сценаристу открыть двери в Голливуд.
В 1942 году была поставлена вторая пьеса «Виллоу и я» (англ. «The Willow and I»), с Мартой Скотт и Грегори Пеком в главных ролях. После премьеры Патрик добровольно вступает в Американскую Полевую Службу, предоставляя медицинские услуги в поддержку британской армии во Второй мировой войне. Он служил в восьмой армии Монтгомери в Египте. В боях в Индии и Бирме Патрик вынашивает замысел своей следующей пьесы «Поспешные сердца». Он завершил пьесу на корабле, который привёз его в США после войны. Пьеса принесла большой успех и была адаптирована для кино в 1949 году (в главной роли — Рональд Рейган) и для телевидения в 1983 году.
Его следующие две пьесы «Странная миссис Сэвидж» (1950) (англ. «The Curious Savage») и «Вот!» (1951) (англ. «Lo and Behold») были менее популярны. В 1953 году Патрик пишет инсценировку романа Верна Ж. Шнайдера «Чайная церемония», что приносит ему славу, Пулитцеровскую премию и премию Тони за лучшую драму. Он адаптировал эту пьесу для экрана в 1956 году и для музыкальной сцены в 1970 году под названием «Милые дамы, добрые джентльмены». В 1955 году адаптировал автобиографическую книгу Хан Суан «Много великолепных вещей» для фильма «Любовь — самая великолепная вещь». 11 октября 1961 года была написана пьеса «Дорогая Памела или Ах, как бы нам пришить старушку» (англ. «Everybody Loves Opal»).
Его следующая пьеса «Хорошо, как золото» (1957) (англ. «Good as Gold») была принята не очень хорошо, и большинство остальных работ в своей карьере он посвятил ряду успешных кинодраматургических работ. После успеха пьесы «Поспешные сердца» (англ. «The Hasty Heart») Патрик купил себе землю в Хасти Хилл в Суффрене, Нью-Йорк, затем работал в Сент-Томасе, на Виргинских островах, США.
7 ноября 1995 года 90-летний драматург был найден мёртвым в своей комнате с пластиковым пакетом на голове. Его смерть была самоубийством. Патрика лучше всего помнят за его работы на экране, хотя его пьесы остаются популярными для общественных театров. Коллекция пьес, писем и рукописей драматурга хранится в Отделе редких книг в Бостонском университете.

### Творчество
Джон Патрик — автор пьесы «Дорогая Памела».
Пьесу Джона Патрика «Дорогая Памела» (второе название — «Как бы нам пришить старушку») критики и театроведы единогласно считают типично американской рождественской сказкой-притчей о всепобеждающей силе добра.
Памела — одинокая старушка со своими причудами. Её муж погиб, дочь тоже, больше родственников нет. Свои дни она доживает в захламлённом подвале огромного дома. От прошлой, довольно обеспеченной жизни у старушки ничего не осталось, кроме воспоминаний, но Памелу, по всей видимости, такое положение дел устраивает. У неё есть кот, с которым она без устали болтает и которого балует. А ещё у неё есть Бог. С ним она ведет задушевные беседы и даже шлет ему открытки к Рождеству. И все так бы и продолжалось — Памела беседовала с Богом и тихо доживала свои дни, — если бы однажды не встретила таких же, как она, — выброшенных на обочину жизни людей.

Волей обстоятельств и к великой радости Памелы все трое — потерявший из-за болезни работу талантливый инженер, его подружка и бывший работник типографии поселяются в её жилище. Они представляются специалистами по выпуску французских духов и предлагают Памеле совместный бизнес. Ловко провернув дело со страховкой Памелы на приличную сумму, аферисты решают побыстрее заполучить эти денежки. И для этого необходимо избавиться от старушки…

Пьесу Джона Патрика «Дорогая Памела» (второе название — «Как бы нам пришить старушку») критики единогласно считают типично американской рождественской сказкой-притчей. Она и грустная, и смешная одновременно. Таков человек — сначала разрушает и убивает, затем теряет все нажитое, а потом кается. Понятно, что святым быть невозможно — ошибаются все и порой очень сильно. А Памела сумела в этом жестоком мире сохранить жизненную мудрость и любовь к людям.
По мотивам пьесы в целом ряде российских театров поставлена музыкальная комедия в двух действиях «Ах, как бы нам пришить старушку?».

### Список пьес
- «Поспешные сердца» // The Hasty Heart, 1945
- «Странная миссис Сэвидж» // англ. The Curious Savage, 1951
- «Дорогая Памела» // Everybody Loves Opal, 1961
- «Ствол, полный пенни» // A Barrel Full Of Pennies, 1971
- «Любой оттуда» // Anybody Out There, 1972
- «Танцующая мышь» // The Dancing Mice, 1972
- «Макбет сделал это!» // Macbeth Did It!, 1972
- «Плохой год для помидоров» // A Bad Year for Tomatoes, 1975
- «Принуждение» // Compulsion, 1975
- «Развод, кто-нибудь?» // Divorce, Anyone?, 1975
- «Исповедь» // Confession, 1976
- «Эмпатия» // Empathy, 1976
- «Обманутые мошенники» // Cheating Cheaters, 1981
- «Педикюрщик» // The Chiropodist, 1991
- «Доктор сейчас Вас осмотрит» // Doctor Will See You Now, 1991